# Gladys Knight & the Pips
Gladys Knight & the Pips sono stati un gruppo musicale R&B/soul statunitense originario di Atlanta e attivo dal 1953 al 1989. Il gruppo era guidato da Gladys Knight.

## Storia
Il gruppo è conosciuto per aver prodotto diversi brani di successo con la Motown tra la seconda metà degli anni '60 e la prima metà degli anni '70. Tra questi successi vi sono I Heard Through the Grapevine e Midnight Train to Georgia che nel 1973 arriva prima nella Billboard Hot 100 per due settimane e che vince il Grammy Award for Best R&B Performance by a Duo or Group with Vocals 1974.
La voce del gruppo è la cantante Gladys Knight, nata nel maggio 1944 ad Atlanta, mentre il gruppo che la accompagnava, chiamato The Pips, era formato dal fratello Merald "Bubba" Knight e dai cugini Edward Patten e William Guest, tutti coristi.

## Premi e riconoscimenti
Il gruppo ha vinto diversi Grammy e American Music Award, è inserito nella Rock and Roll Hall of Fame e nella The Vocal Group Hall of Fame, rispettivamente dal 1996 e dal 2001.

## Discografia parziale
Album
- 1971: If I Were Your Woman
- 1973: Neither One of Us
- 1973: Imagination
- 1974: Claudine
- 1974: I Feel a Song
- 1975: 2nd Anniversary
- 1976: The Best of Gladys Knight & the Pips
- 1977: 30 Greatest
- 1980: The Touch of Love
- 1983: Visions
- 1987: All Our Love
- 1989: The Singles Album

Singoli
- 1961: Every Beat of My Heart
- 1961: Letter Full of Tears
- 1967: Take Me in Your Arms and Love Me
- 1967: I Heard It Through the Grapevine
- 1968: The End of Our Road
- 1969: The Nitty Gritty
- 1969: Friendship Train
- 1970: If I Were Your Woman
- 1971: I Don't Want to Do Wrong
- 1972: Help Me Make It Through the Night
- 1973: Neither One of Us (Wants to Be the First to Say Goodbye)
- 1973: Daddy Could Swear, I Declare
- 1973: Midnight Train to Georgia
- 1973: I've Got to Use My Imagination
- 1974: Best Thing That Ever Happened to Me
- 1974: On and On
- 1975: The Way We Were/Try to Remember
- 1976: So Sad the Song
- 1977: Baby Don't Change Your Mind
- 1978: Come Back and Finish What You Started
- 1987: Love Overboard